# Homoioteleuton
Homoioteleuton (gr. ὁμοιοτέλευτον homoiotéleuton, łac. similiter desinens, pol. podobieństwo zakończeń) – figura retoryczna, która uwypukla identyczne końcówki gramatyczne tak samo odmieniających się części mowy (dwóch czasowników, dwóch rzeczowników, rzeczownika i określającego go przymiotnika itp.).
Homoioteleuton to również błąd popełniany przez kopistów przepisujących tekst, gdy pisarz pomija określoną frazę na skutek skupienia wzroku na jednym słowie w tekście i przeskoczeniu wzroku na ten sam lub podobny wyraz znajdujący się nieco dalej.
Przykładem takiego błędu występującym w Biblii hebrajskiej może być 1 Samuela 14:41, gdzie w tekście masoreckim czytamy: „Wtedy Saul modlił się do Jahwe: Boże Izraela, okaż prawdę! [Los] padł na Jonatana i Saula, a lud został uwolniony” (Bp). W tym samym miejscu LXX zawiera uzupełnienie zamieszczone tu w nawiasach kwadratowych: „Wtedy Saul modlił się do Jahwe: Boże Izraela, «[Dlaczego dziś nie odpowiedziałeś twemu słudze? Jeśli ja jestem winien lub syn mój Jonatan, daj urim; jeśli winien jest lud Izraela], okaż prawdę!» [Los] padł na Jonatana i Saula, a lud został uwolniony”. Przypuszcza się, że wzrok kopisty tekstu hebrajskiego mógł przeskoczyć z jednego na drugie słowo „Izrael”, wskutek czego powstało opuszczenie (zwane lakuną).